# Nourhan Manougian
Nourhan I. Manougian oder Manookian (armenisch Նուրհան Մանուկեան Nurhan Manugjan; * 22. Juli 1948 als Boghos Manougian in Aleppo, Syrische Republik) ist der 97. Armenisch-apostolische Patriarch von Jerusalem, seit seiner Wahl am 24. Januar 2013 zum Haupt dieses Patriarchats der Armenisch-apostolischen Kirche.

## Leben
Nourhan Manougian wurde am 22. Juli 1948 im syrischen Aleppo geboren. Eingetreten 1961 in das Seminar des Katholikats von Kilikien und 1966 in das Seminar des Patriarchats von Jerusalem, wurde er 1968 zum Diakon geweiht, 1971 zum Hieromonachos und 1975 zum Archimandriten. Im Jahre 1998 wurde er zur Nummer zwei des Patriarchats, indem er die Funktion des Großen Predigers oder großen Küsters erhielt.
Nach dem Tod des Patriarchen Torkom II. am 12. Oktober 2012, wurde Nourhan zum 97. armenischen Patriarchen von Jerusalem gewählt – mit 17 Stimmen, 15 für den anderen Kandidaten und 2 Enthaltungen. Die Behörden des Heiligen Landes, der König von Jordanien und die israelische Regierung hießen diese Wahl willkommen, respektive am 10. April und am 23. Juli 2013.
Im Mai 2023 suspendierten die palästinensische Regierung und das Königreich Jordanien die Anerkennung des Patriarchen. Grund für diesen Schritt war ein umstrittener Immobilien-Vertrag, mit dem das Patriarchat eine Fläche von ca. 25 % des Armenischen Viertels an einen jüdisch-australischen Geschäftsmann auf 99 Jahre verpachtet hatte. Aufgrund anhaltender Proteste der armenischen Bevölkerung im Viertel ist der Patriarch derzeit nicht mehr in der Öffentlichkeit zu sehen.